# Felipe de Mussy
Felipe de Mussy Hiriart (Santiago, 28 de septiembre de 1982) es un ingeniero civil chileno. Fue diputado por el distrito Nº 56 (Región de Los Lagos) durante el periodo 2014-2018. Entre 2012 y 2013 ejerció como secretario regional ministerial de Desarrollo Social en la región de Los Lagos. Hasta el año 2020 fue militante de la Unión Demócrata Independiente (UDI).
Actualmente es presidente para Sudamérica de Lilac Solutions, empresa norteamericana que ha desarrollado una tecnología sustentable para la extracción de litio.

## Biografía
Nació el 28 de septiembre de 1982, Santiago. Hijo de Felipe de Mussy Marchant y María de la Paz Hiriart Morán.
Cursó la educación media en el Colegio Apoquindo. Se graduó en 2007 de Ingeniería Civil Industrial con mención Mecánica en la Universidad Católica. Al año siguiente realizó el Magíster en Ingeniería de esa misma casa de estudios. Entre 2018 y 2020 cursó dos másteres en la Universidad de Stanford, uno en su Escuela de Negocios y otro de Políticas Públicas.
Casado con María Yarur Arrasate, tiene cuatro hijos.
Fue cofundador y director ejecutivo de CreceChile, entidad enfocada a otorgar escolaridad a adultos en situación de vulnerabilidad social. Por dicha labor, en 2009 fue incluido como uno de los seis emprendedores sociales de ese año por la Fundación Schwab y revista El Sábado de El Mercurio. En diciembre de 2013, la misma revista y la Universidad Adolfo Ibáñez lo escogieron dentro de los 100 líderes jóvenes del país.
Trabajó como voluntario durante el año 2010 en Angola y Etiopía con jóvenes y enfermos en hospitales, y además creó un proyecto educativo para niños.

## Carrera política
Durante la primera administración del presidente Sebastián Piñera Echenique, se desempeñó como jefe regional de la Subsecretaría de Desarrollo Regional (Subdere) de Los Lagos, entre abril de 2011 y junio de 2012. Posteriormente, fue nombrado secretario regional ministerial del Ministerio de Desarrollo Social, Región de Los Lagos, cargo que ejerció entre junio de 2012 y mayo de 2013.
En marzo de 2014 asumió como diputado por el Distrito Nº 56, Región de Los Lagos, en representación de la UDI. Integró las Comisiones Permanentes de Hacienda, Trabajo y Desarrollo Social, Derechos Humanos y Pueblos Originarios.
En dos ocasiones presidió la primera subcomisión mixta de Presupuesto.

## Controversias
En octubre de 2014 fue vinculado al «Caso Penta», que investiga fraude al Fisco y donaciones irregulares a políticos por parte de Empresas Penta. De Mussy negó las acusaciones, sin embargo en enero de 2015, José Tomás Garcés, excompañero de colegio del diputado y coordinador de su campaña electoral, declaró ante el Ministerio Público que De Mussy habría emitido dos boletas de honorarios a la empresa, por 4,5 y 2,7 millones de pesos.
A fines de marzo de 2015, se presentó a declarar voluntariamente ante la fiscalía. En mayo de ese mismo año, el ex director del Servicio de Impuestos Internos, Michel Jorrat, declaró: “Le dije a la fiscalía que querellarse contra el diputado De Mussy era ridículo”.
La Fiscalía formalizó la investigación en su contra el 21 de junio, junto con otros dos políticos de la Alianza. Sin embargo, la Corte de Apelaciones de Santiago rechazó desaforar al diputado en mayo de 2017.Dos años después, en mayo de 2019, el 8º Juzgado de Garantía de Santiago acogió el argumento de su defensa, centrado en la falta de querellas nominativas por parte del Servicio de Impuestos Internos, para decretar su sobreseimiento definitivo.

## Historial electoral

### Elecciones parlamentarias de 2013
- Elecciones parlamentarias de 2013 a Diputado por el distrito 56 (Fresia, Frutillar, Llanquihue, Los Muermos, Puerto Octay, Puerto Varas, Purranque, Puyehue y Río Negro)[11]